# Hirundo domicola
La golondrina de los Nilgiri (Hirundo domicola) es una especie de ave paseriforme de la familia Hirundinidae endémica de los montes del sur de la India y Sri Lanka. Anteriormente se consideraba una subespecie de la golondrina del Pacífico.

## Descripción

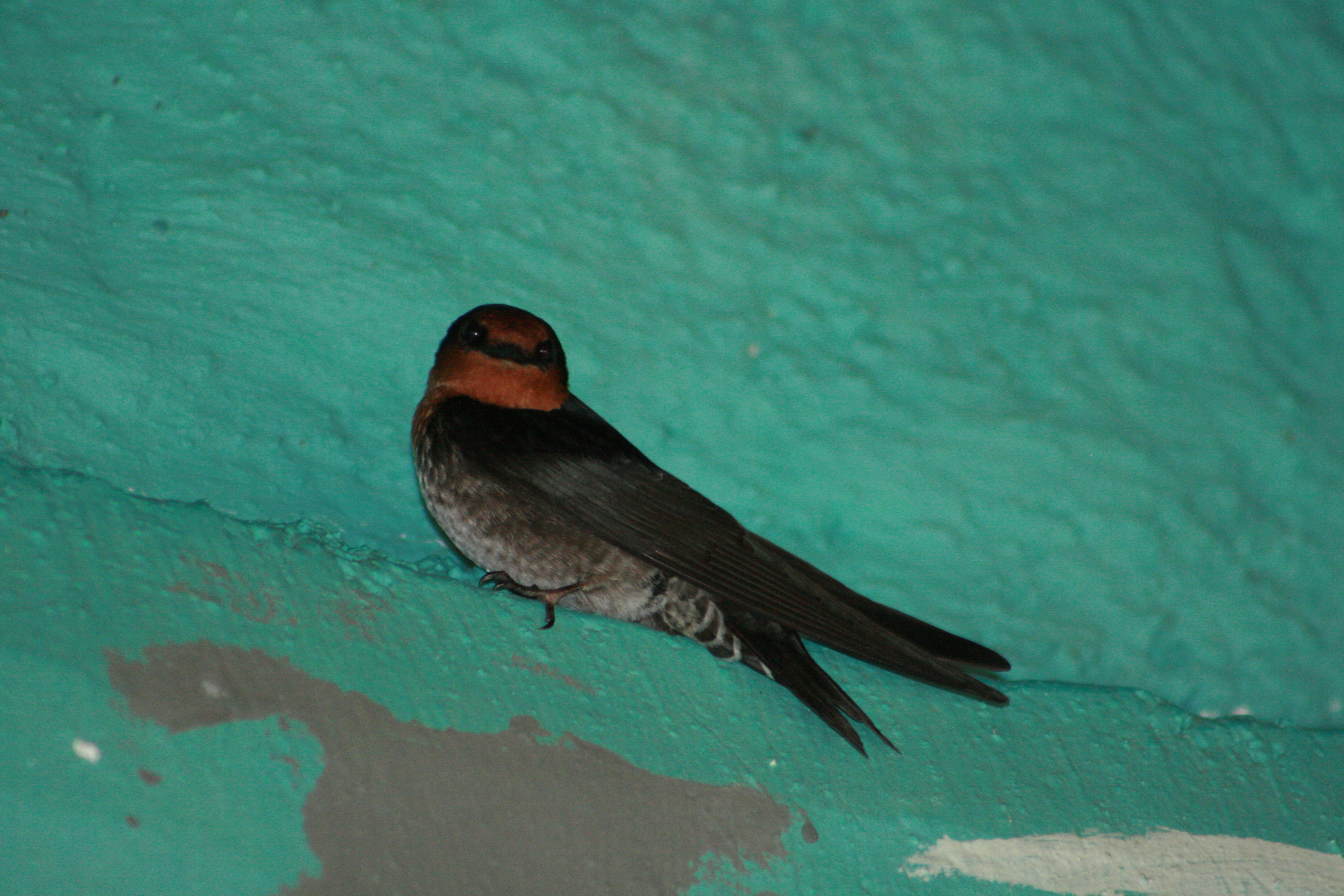
Ejemplar en los montes Anaimalai.

Es una especie de golondrina pequeña, de unos 13 cm de largo. Sus partes superiores son de color negro, brillo azul en la espalda y cabeza, y tono parduzco en las alas y cola. Su frente, garganta, mejillas y parte superior del pecho son rojos. Sus partes inferiores son grises. Se diferencia de la golondrina común y su pariente cercana la golondrina australiana en que tiene la cola más corta y menos ahorquillada.

## Distribución y hábitat
Se encuentra únicamente en el sur de la India y Sri Lanka. Es un pájaro sedentario salvo algunos desplazamientos locales. Aunque se encuentra principalmente en los montes también puede avistarse en las zonas costeras adyacentes.

## Comportamiento
La golondrina de los Nilgiri construye un nido de barro en forma de cuenco, que sitúa en acantilados o en construcciones humanas. El interior de su nido está forrado con material suave. Su puesta suele constar de hasta cuatro huevos. Su comportamiento es similar al de otros insectívoros aéreos. Es un volador rápido y se alimenta principalmente de moscas que caza al vuelo.